# 凹仔底森林公園
凹仔底森林公園（Aozihdi Forest Park），或寫作凹子底森林公園，位於臺灣高雄市鼓山區，佔地約10公頃，此地原先為4.8公頃的公22公園用地，另5.2公頃則為商業用地，經高雄市政府思密考量後，決定合併闢建為森林公園。因以都會森林的型態呈現，所以被譽為高雄市的「都市之肺」。

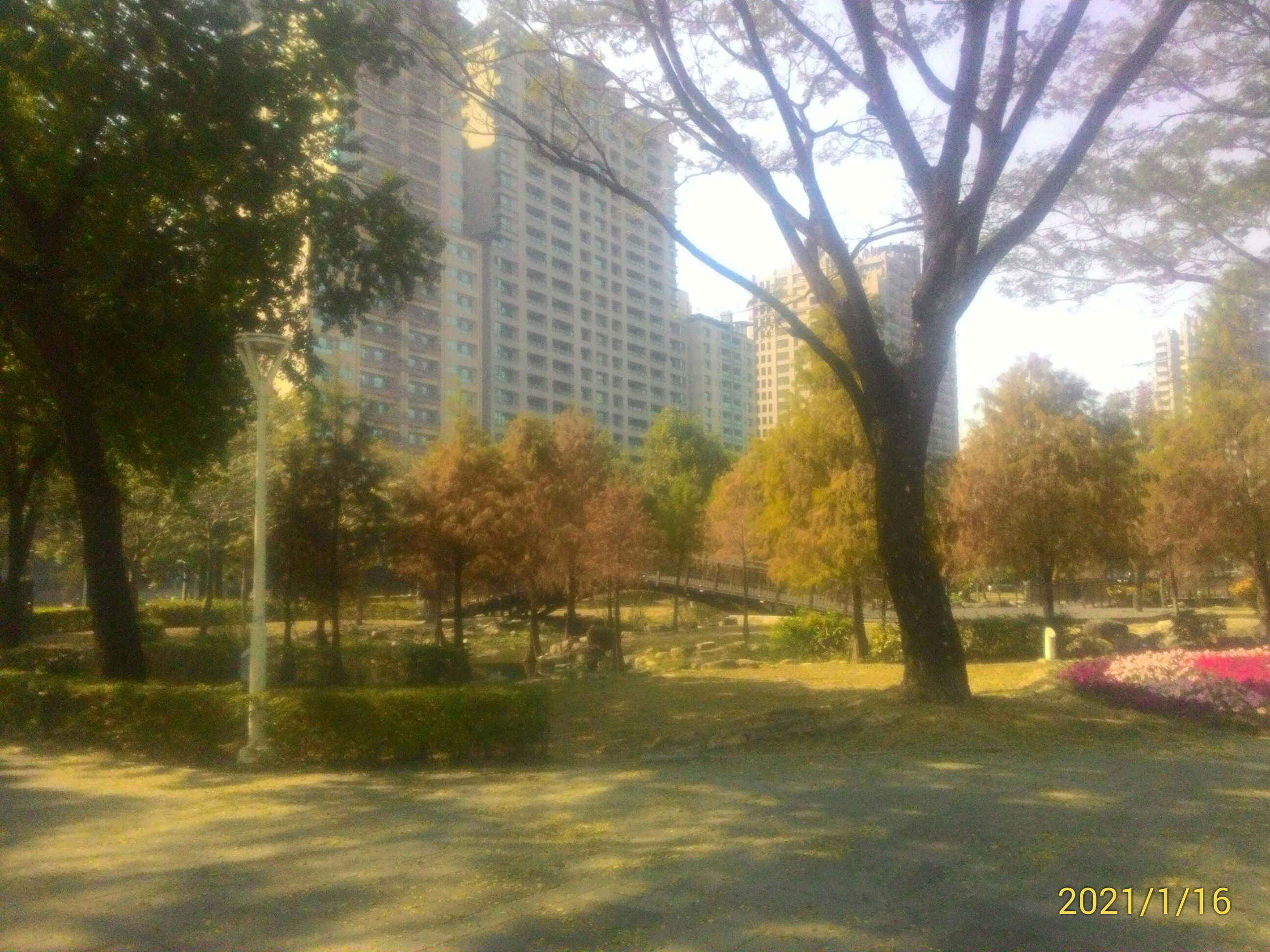
凹子底森林公園一景

## 歷史
- 2007年，因高雄市政府財政赤字，高雄市政府地政局建議出售高雄農16特區5.2公頃的商業用地來補貼市庫，最後經過高雄市長陳菊深思後，決定將此一商業用地結合既有的4.8公頃公園用地（公22），合併闢建為10公頃的森林公園。[2]
- 2008年6月動工。
- 2009年5月完工。
- 2009年獲得「2009建築園冶獎」優質公共景觀園冶獎、「2009國家卓越建設獎」環境優良文化類－公共工程與都市空間金質獎。

## 園內設施
內有自行車道、林間體健組、森林鳥巢遊戲區、攀爬網管、平台攀爬網、螺旋滑梯、長滑梯、林間遊戲區、攀爬木架、林間擺盪區、攀岩攀爬架、無憂沙坑遊戲區、遊戲沙桌、沙坑沖洗牆、林間山丘磨石子滑梯、水漾森林花灑戲水區。
全區以生態工程打造，採用大面積草地配合透水鋪面、生態溝渠，來涵養地下水並減少積水；生態濕地區規劃人工落瀑與人工溪流，運用跌水工法的原理施工。

## 交通

### 捷運
- 捷運凹子底站[8]

### 公車
| 編號              | 經營業者   | 區間                     | 備註 |
| ----------------- | ---------- | ------------------------ | ---- |
| 3                 | 南臺灣客運 | 警廣站－凹子底公園       |      |
| 24B               | 高雄客運   | 楠梓－捷運鹽埕埔站       |      |
| 環東幹線（168東） | 漢程客運   | 金獅湖站－金獅湖站       |      |
| 環西幹線（168西） | 漢程 客運  | 金獅湖站－金獅湖站       |      |
| 301A              | 南臺灣客運 | 加昌站－高雄車站         |      |
| 301B              | 南臺灣客運 | 臺鐵新左營站－高雄車站   |      |
| 紅32              | 南臺灣客運 | 捷運凹子底站－大榮中學   |      |
| 明誠幹線（紅33）  | 南臺灣客運 | 中華藝校－鳳山商工       |      |
| 紅35              | 漢程客運   | 金獅湖站－捷運凹子底站   |      |
| 8502              | 義大客運   | 高雄市立美術館－義大世界 |      |

### 公共自行車
- 高雄市公共自行車租賃系統：
  - 捷運凹子底站（4號出口）：博愛二路與至聖路口西南側[17][18]
  - 凹子底森林公園(神農路)：神農路197號對面人行道
  - 凹子底森林公園(至聖路)：至聖路/龍德路口(西南側)
  - 凹子底森林公園(龍德路側)：龍德路467號對側公園內人行道
  - 凹子底森林公園(明誠三路側)：明誠三路586號對側公園內人行道
  - 南屏神農路口：南屏路/神農路(東北側)

## 週邊設施
- 捷運凹子底站
- 義享天地
- 高雄市立明華國民中學
- 高雄農16特區
- 環狀輕軌愛河之心站
- 環狀輕軌龍華國小站
- 明誠商圈
- 台灣高等法院高雄分院

## 外部連結
- 高雄市凹仔底森林公園官網（页面存档备份，存于）
- 鼓山區公所-凹子底森林公園 （页面存档备份，存于）
- 凹仔底森林公園 - 交通部觀光署 （页面存档备份，存于）